# Qu Chunyu
Qu Chunyu (cinese: 曲春雨; Heihe, 20 giugno 1996) è una pattinatrice di short track cinese.

## Biografia
Ha studiato alla Harbin Sport University. Si è messa in mostra ai Giochi olimpici giovanili di Innsbruck 2012 vincendo l'argento nella staffetta 3000 m mista.
Ha rappresentato la Cina ai Giochi olimpici invernali di Pyeongchang 2018, giungendo settima nei 500 metri, ottava nei 1000 metri e settima nella staffetta 3000 metri.
Ai Giochi olimpici di Pechino 2022 ha vinto la medaglia d'oro nella staffetta 2000 m mista con Zhang Yuting, Fan Kexin, Wu Dajing e Ren Ziwei.

## Palmarès

### Per la Cina
- Olimpiadi

Pechino 2022: oro nella staffetta 2000 m mista
- Mondiali

Seul 2016: bronzo nei 500 m;
Rotterdam 2017: oro nella staffetta 3000 m;
- Giochi asiatici

Sapporo 2017: argento nella staffetta 3000 m;

### Per la squadra mista
- Olimpiadi giovanili

Innsbruck 2012: argento nella staffetta 3000 m mista;